# Braniștea (Galați)
Braniștea is een Roemeense gemeente in het district Galați.
Braniștea telt 4125 inwoners.